# استودان ورد جعفرخانی
استودان ورد جعفرخانی در ۴۵ کیلومتری گچساران، دشت دوبند لیشتر واقع شده و این اثر در تاریخ ۲۴ خرداد ۱۳۸۲ با شمارهٔ ثبت ۹۲۳۷ به‌عنوان یکی از آثار ملی ایران به ثبت رسیده است.